# Adebrattia depressa
Adebrattia depressa är en skalbaggsart som beskrevs av Bordat och Henry Fuller Howden 1995. Adebrattia depressa ingår i släktet Adebrattia och familjen Aphodiidae. Inga underarter finns listade i Catalogue of Life.